# 568
Раннє Середньовіччя. Триває чума Юстиніана. У Східній Римській імперії продовжується правління Юстина II. Візантійська імперія контролює значну частину володінь колишньої Римської імперії. Розпочалося вторгнення лангобардів в Італію. Франкське королівство розділене між синами Хлотара I. Іберію займає Вестготське королівство. В Англії розпочався період гептархії.
У Китаї період Північних та Південних династій. На півдні править династія Чень, на півночі — Північна Чжоу та Північна Ці. Індія роздроблена. В Японії триває період Ямато. У Персії править династія Сассанідів. Степову зону Азії та Східної Європи контролює Тюркський каганат.
На території лісостепової України в VI столітті виділяють пеньківську й празьку археологічні культури. VI століття стало початком швидкого розселення слов'ян. У Північному Причорномор'ї співіснують різні кочові племена, зокрема гуни, сармати, булгари, алани, авари.

## Події
- Лангобарди на чолі з Албойном перебралися через Юлійські Альпи. Вони майже не зустріли опору, оскільки візантійські гарнізони не могли зрівнятися з ними кількістю. Частина жителів утекла на острови, де в майбутньому буде місто Венеція.
- З лангобардами йшли бавари, сармати, сакси й тайфали, а на землі, які вони покинули, прийшли авари, булгари й слов'яни.
- Візантійці покинули територію сучасних Ломбардії та Тоскани, й встановили лінію оборони на південь від Равенни.
- Франки відбили спробу лангобардів захопити Прованс.
- Сігеберт I відбив другий напад аварів.
- Хільперік I задушив свою дружину Галсвінту заради коханки Фредегонди.
- На другому році правління короля вестготів Ліуви I його брата Ліувігільда проголошено свівправителем Вестготського королівства.
- Тюрки в союзі з персами знищили ефталітів.